# حارة العوانس (مسلسل)
حارة العوانس: مسلسل مصري إجتماعي كوميدي. من إخراج سمير رجب، وبطولة: ماجدة زكي، وكمال أبو رية، وشيرين، ونشوى مصطفى، ولطفي لبيب، وياسمين الجيلاني، وأحمد عقل، وجمع  من الممثلين المصريين .